# Aittosaari (ö i Södra Savolax, Nyslott, lat 61,71, long 29,14)
Aittosaari är en ö i Finland. Den ligger i sjön Pihlajavesi och i kommunen Nyslott i den ekonomiska regionen  Nyslott  och landskapet Södra Savolax, i den sydöstra delen av landet, 280 km nordost om huvudstaden Helsingfors. Öns area är 3,3 hektar och dess största längd är 310 meter i sydöst-nordvästlig riktning.